# 阿尼諾阿薩鄉 (戈爾日縣)
44°45′N 23°29′E / 44.750°N 23.483°E
阿尼諾阿薩鄉（羅馬尼亞語：Comuna Aninoasa, Gorj），是羅馬尼亞的鄉份，位於該國西南部，由戈爾日縣負責管轄，面積92平方公里，海拔高度202米，2007年人口4,088，人口密度每平方公里44人。